# Cynthia Nilson
Cynthia Sara Nilson (Buenos Aires, 22 de agosto de 1970), más conocida en el ambiente artístico como Cynthia Nilson, es una cantante y compositora argentina nominada en dos ocasiones a los Premios Grammy, reconocida por ser la voz femenina de la agrupación The Sacados desde 1995.

## Biografía

### Primeros años e inicios
Nilson empezó a cantar profesionalmente con su padre, el músico profesional uruguayo Carlos Nilson, en varios temas para programas de televisión argentinos como Ritmo de la noche de Marcelo Tinelli, Jugate conmigo y Verano del '98 con Cris Morena. En la década de 1990 integró varias agrupaciones de rock locales, hasta que en 1995 fue contratada como  vocalista  del grupo The Sacados.

### The Sacados y otros proyectos
Inicialmente, Nilson fue incluida en The Sacados para cantar y tocar los teclados durante su gira por territorio colombiano con la cantante local Shakira. La buena repercusión de la mencionada gira la convirtió en la voz femenina de la banda. Ha colaborado además como compositora y cantante para artistas como Julio Iglesias, Ricardo Montaner, Azúcar Moreno, Alexandre Pires, Noelia, Patricia Manterola y Aracely Arámbula, entre otros. También escribió canciones para series de televisión mexicanas como La jaula de oro y El amor no tiene precio.
Nilson ganó un Premio ASCAP y fue nominada en dos categorías en los Premios Grammy por su trabajo en el álbum Estrella guía, de Alexandre Pires. Está casada con Darío Moscatelli, productor musical y líder de The Sacados. Vive en Miami, Florida, con su esposo e hijos.

## Discografía destacada
- 1996 - Laberinto de canciones (The Sacados) BMG
- 1998 - Mucho mejor (The Sacados) BMG
- 1998 - Verano del 98 (Banda sonora) Sony Music
- 1999 - Verano del 98 II (Banda sonora) Sony Music
- 2003 - Estrella guía (Alexandre Pires)
- 2000 - De onda (The Sacados) BMG
- 2006 - Navidad con amigos (Banda sonora) EMI Televisa
- 2006 - Dispuesto a amarte (Luciano Pereyra) EMI
- 2007 - Volverte a ver (Noelia) EMI Televisa
- 2007 - Bailando con Lola (Azúcar Moreno) EMI
- 2008 - La musica de los valores (Banda sonora) Televisa
- 2010 - Superéxitos (The Sacados) Amazon
- 2011 - Las cosas son como son (Ricardo Montaner) EMI
- 2012 - El viajero frecuente (Ricardo Montaner) Sony Music
- 2014 - Agradecido (Ricardo Montaner) Sony Music
- 2016 - Ida y vuelta (Ricardo Montaner) Sony Music
- 2018 90sPop Tour 2 Sony Music
- 2019 90s Pop Tour 3
- 2024 90s Pop Tour 5 Arena 20